# 静州 (唐朝)
静州，中国唐朝时设置的州。
唐高祖武德元年（618年），唐朝分巴州设置静州，治所在清化县（今四川省旺苍县木门镇），下辖清化县、大牟县（今四川省南江县云顶镇）、狄平县（今四川省旺苍县普济镇大营坝）。辖境相当今四川省旺苍县及南江县西南地。武德二年（619年）狄平县改为地平县。武德六年（623年）改治所为地平县。唐太宗貞觀二年（628年）嘉川县（今四川省旺苍县嘉川镇嘉川坝）来属。贞观十七年（643年）废除静州。地平县改属集州，清化县、大牟县改属巴州，嘉川县改属利州。